# Odontopera subarida
Odontopera subarida är en fjärilsart som beskrevs av Inoue 1986. Odontopera subarida ingår i släktet Odontopera och familjen mätare. Inga underarter finns listade i Catalogue of Life.